# Витте, Адриан де
Адриан де Витте, или Адриен де Витте (нидерл. Adriaan de Witte, Adrien de Witte; 1464, Антверпен, Брабант — 1 ноября 1549, Антверпен) — фламандский живописец эпохи Северного Возрождения. Этого художника следует отличать от его полного тёзки — живописца, акварелиста и гравёра Адриена де Витте (1850—1935).

## Биография
Биографических данных о художнике сохранилось немного. Известно, что Адриан был лордом Бюрстеде (Гёталс, близ Антверпена)[3] и клерком Палаты сирот города Антверпена.
В 1514 году он женился на Екатерине де Лаэт (умерла в 1516 году). Детей у них не было. В 1519 году он снова женился на Анне ван ден Эйнде, которая умерла в Антверпене 8 августа 1563 года. От этого союза родились Адриан, Маргарита и Гаспар. Потомки семьи де Витте из Антверпена известны в современных в Бельгии и Франции.
Адриен де Витте похоронен в церкви Сен-Жак в Антверпене, в большом нефе, под камнем с гербом, перед кафедрой. В XVI веке иконоборцы разбили это надгробие. Оно было восстановлено около 1637 года с гербом и надписью: «Здесь похоронен Адриен де Витте, лорд Бюрстеде, скончавшийся 1 ноября 1549 года в возрасте 85 лет, и его жена, благородная девица ван ден Эйнде, скончавшаяся 9 августа 1563 года». На кафедре был выгравирован девиз «Spes mea Deus» (Моя надежда – Бог).